# 녹턴 Op. 9, 2번 (쇼팽)
녹턴 Op. 9, 2번은 쇼팽의 녹턴이다. 쇼팽의 전체 녹턴 21개 중 가장 유명한 곡으로 손꼽힌다.
|  |  |

## 개요
다른 많은 쇼팽의 작품과 마찬가지로 약간의 우울함과 희망감이 곡에 묻어있다.
이 유명한 녹턴은 순환적 두도막 형식(A-A-B-A-B-A-C)으로 되어 있고 마지막 코다인 C부분이 추가된다. 주제 부분인 A, B부분에서는 많은 음이 재현되며 장식적인 음이 많이 가미되었다. 특히 A에서는 여린 음으로 시작하여 부드러운 연주를 중시하며 우아한 음이 많이 내포되어있다. 곡이 끝으로 치닫을 수록 A는 발전을 거듭하여 첫 부분보다 트릴과 잇단음표의 사용 빈도가 증가된다.
곡에서 계속된 부드러운 음은 C부분인 코다에서 격정적으로 변화하여 빠르기가 빨라진다. 그 후 화려한 트릴이 전개되고 나서야 고요한 음으로 곡이 마친다.